# Forte da Vera Cruz do Corpo da Guarda
O Forte da Vera Cruz do Corpo da Guarda localizava-se na freguesia das Angústias, cidade e concelho da Horta, na ilha do Faial, nos Açores.
Em posição dominante sobre o seu trecho do litoral, constituiu-se em uma fortificação destinada à defesa contra os ataques de piratas e corsários, outrora frequentes nesta região do oceano Atlântico.

## História
No contexto da Guerra da Sucessão Espanhola (1702-1714) encontra-se referido como "O Forte da Vera Cruz do Corpo da Guarda." na relação "Fortificações nos Açores existentes em 1710".
Dele existe planta identificada como "Forte do Corpo da Guarda de Porto Pim" de autoria do sargento-mor engenheiro José Rodrigo de Almeida em 1805.
A estrutura não chegou até aos nossos dias.